# 쓰야마정 (오카야마현)
쓰야마정(津山町)은 오카야마현 도마타군에 있던 정이다. 쓰야마 역에서 조금 떨어져 있으며, 현재 쓰야마시의 중심부에 해당하는 지역이다.

## 역사
- 1889년 6월 1일 - 정촌제 시행에 수반해 사이호쿠조군 쓰야마정이 성립하였다.
- 1900년 4월 1일 - 도호쿠조군, 사이사이조군, 사이호쿠조군이 합병해 도마타군이 되었다.
- 1929년 2월 11일 - 쓰야마히가시정, 인노쇼촌, 인노쇼촌, 니시토마다촌, 니노미야촌, 구메군 후쿠오카촌과 합병・시 승격에 의해 쓰야마시가 되었다.

## 참고문헌
- 和泉橋警察署 『新旧対照市町村一覧』第2冊（東京：加藤孫次郎、1889（明22））
- 地名編纂委員会 『角川日本地名大辞典33 岡山県』（角川学芸出版、1989、ISBN 4040013301）